# Bieńkowo
Bieńkowo – wieś w Polsce położona w województwie warmińsko-mazurskim, w powiecie braniewskim, w gminie Lelkowo.
W latach 1954-1968 wieś należała i była siedzibą władz gromady Bieńkowo, po jej zniesieniu w gromadzie Lelkowo. W latach 1975–1998 miejscowość administracyjnie należała do województwa elbląskiego.